# Sunch’ŏn (Korea Północna)
Sunch’ŏn (kor. 순천) – miasto w Korei Północnej, w prowincji P’yŏngan Południowy. Populacja miasta wynosi ok. 297 tys. mieszkańców. Na jego terenie znajduje się wiele fabryk.